# Sinh học bệnh trầm cảm

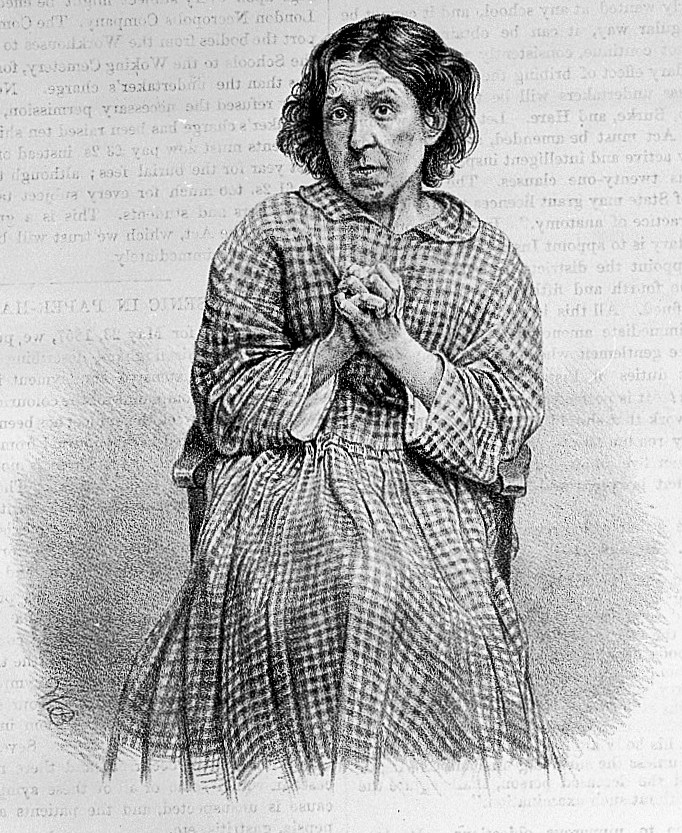
Hình 1: Một phụ nữ được chẩn đoán là bị trầm cảm. Ảnh của H. W. Diamond in trên báo năm 1892.

Trầm cảm là một bệnh rối loạn tinh thần ở người. Trước đây, các nhà chuyên môn khẳng định bệnh này do nguyên nhân chủ yếu là tâm lý hoặc xã hội gây ra, nghĩa là người bị bệnh trầm cảm có rối loạn tinh thần do tự ức chế tâm lí bản thân, hoặc do áp lực từ gia đình hay trong xã hội gây ra. Tuy nhiên, tương đối gần đây thì nhiều nhà khoa học đã phát hiện ra rằng nguyên nhân gây bệnh có liên quan nhiều tới các cấu trúc, hoạt động sinh học trong cơ thể, chẳng hạn như rối loạn dẫn truyền thần kinh, biến đổi nhịp sinh học, rối loạn hoocmôn và do di truyền. Những nghiên cứu này tạo ra các kiến thức, hiểu biết về nguyên nhân và cơ chế gây bệnh dựa trên Sinh học, họp thành như một bộ môn khoa học gọi là Sinh học bệnh trầm cảm.
Khái niệm này dịch từ thuật ngữ tiếng Anh "Biology of depression", nghĩa là cơ sở sinh học của bệnh trầm cảm (biologically based cause of depression). Trong hầu hết các trường hợp trầm cảm, các nhà nghiên cứu đều phát hiện sự liên quan có tính tương tác giữa các yếu tố sinh học với các yếu tố tâm lý, xã hội và cả biến đổi hóa sinh trong cơ thể người bệnh.
Như vậy, Sinh học bệnh trầm cảm bao gồm tất cả các kết quả nghiên cứu về lý thuyết và các bằng chứng khoa học liên quan tới sự phát sinh và sự phát triển trầm cảm về mặt sinh học. Bài này đề cập đến các yếu tố: di truyền, amin đơn, nhịp sinh học.

## Di truyền
- Mỗi bộ phận của cơ thể người, kể từ cái móng chân cho đến bộ não đều được hình thành và kiểm soát bởi các gen. Các gen này của người con nhận từ bố và mẹ, ngoài ra lại còn có thể "sai lệch" đi do tái tổ hợp tương đồng hoặc tái tổ hợp không tương đồng và đột biến.
- Trong quá trình phát triển cá thể, kể từ bào thai trong bụng mẹ cho đến khi sinh ra và trưởng thành, bộ gen mà người con đã có này còn chịu sự điều hoà gen rất phức tạp, lúc được "bật" lúc lại bị "tắt", đồng thời còn tương tác với môi trường.
- Bởi thế, nghiên cứu về mặt bệnh học trên quan điểm của Di truyền học, người ta đoan chắc rằng bệnh có liên quan đến gen. Nếu gen tạo ra sản phẩm (chủ yếu là prôtêin) phù hợp vào đúng thời điểm thì cơ thể bình thường. Nhưng nếu các gen bị "sai lệch", thì rõ ràng là nó có thể thay đổi sinh học của người theo cách nào đó, khiến tâm trạng người bệnh không ổn định. Thêm vào đó, các căng thẳng (stress) còn có thể làm cho tinh thần con người bị mất cân bằng.
- Do đó, theo hướng này, các nhà nghiên cứu thường nhìn vào gia đình người bệnh. Chẳng hạn, tới 50% số những người mắc bệnh rối loạn lưỡng cực (bipolar disorder) có một người cùng dòng máu bị bệnh như vậy hoặc tương tự. Các nghiên cứu về những cặp đồng sinh cùng trứng cho thấy nếu một người bị bệnh, thì 60% đến 80% số người anh/chị/em cùng sinh cũng bị.[7]
- Tuy nhiên, trong một thời gian dài các nhà nghiên cứu vẫn chưa phát hiện ra "thủ phạm". Một nghiên cứu nghiên cứu năm 2003 đã đề xuất rằng tương tác giữa gen "x" (nào đó, gọi tắt Gx) với môi trường ngoài (E) gọi chung là tương quan GxE có thể giải thích tại sao cơn "sốc" tinh thần là một yếu tố dự báo cho các cơn trầm cảm ở một số cá nhân, chứ không phải ở tất cả những người bị "sốc" như thế. Gen "x" này được giả thuyết là dạng alen có đột biến ở vùng khởi động (promoter) liên kết vận chuyển sêrôtônin (hình 2), gọi là vùng 5'HTTLPR.  Tuy nhiên, đến năm 2016 thì kết quả phân tích cho biết chỉ có 3/5 mẫu phân tích là đáng tin cậy.[8]

Hình 2: Công thức hoá học của serotonin (5-hydroxytryptamine, 5-HT)

- Khá gần đây có giả thuyết cho rằng yếu tố thần kinh nguồn gốc từ não (Brain-Derived Neurotrophic Factor, gọi tắt là BDNF) là một prôtêin mã hóa bởi gen cùng tên (gen BDNF) là "thủ phạm".[9] Bởi vì BDNF rất đa hình và việc cơ thể giảm sản xuất BDNF liên quan nhiều tới tự tử của người trầm cảm. Nhưng một số nhà khoa học cho rằng "mô hình BDNF" của trầm cảm còn quá đơn giản. Bởi thế, một số người khác tìm kiếm theo phương hướng epistasis hay tương tác gen trong cả con đường BDNF và con đường GxE liên quan đến sêrôtônin; trong đó họ dự đoán alen B66F Val66Met có giảm phản ứng sêrôtônin, và đã tìm thấy một số người bệnh có alen 5-HTTLPR ngắn hơn bình thường.[10]
- Một hướng khác cũng liên quan đến lỗi của gen cho rằng các gen mã hoá thụ thể 5-HTT và 5-HT2A bị biến đổi, làm người bệnh tiếp nhận chất trung gian thần kinh khác thường. Một nghiên cứu GWAS (Nghiên cứu tương quan toàn bộ nhiễm sắc thể) vào năm 2015 ở phụ nữ Hán tại lục địa Trung Quốc đã xác định hai biến thể ở các vùng intrôn gần SIRT1 và LHPP có thể liên quan nhiều.[11] Tóm lại, về mặt Di truyền học, bệnh trầm cảm thường được phát sinh ở những người có các biến đổi ở một hay nhiều alen liên quan đến sự sản sinh, vận chuyển và tiếp nhận chất dẫn truyền thần kinh.

## Giả thuyết amin đơn
- Các amin đơn (monoamine) là các chất có chứa một nhóm amin liên kết với một vòng thơm bằng chuỗi đi-êtyl (chẳng hạn như -CH2-CH2-). Trong nhóm này có nhiều chất dẫn truyền hoặc điều hoà thần kinh như dopamine, serotonin, adrenaline, norepinephrine và epinephrine.[12] Do đó, theo giả thuyết này, các loại thuốc chống trầm cảm chứa một hay vài chất trên có thể làm tăng hay giảm quá trình tiếp hợp ở xynap (hình 3), nên nhất định có liên quan đến các triệu chứng của bệnh. Những người theo giả thuyết này khuyên người bệnh cần chọn thuốc chống trầm cảm thích hợp. Chẳng hạn, những người bệnh có triệu chứng luôn lo lắng kết hợp với khó chịu thì nên điều trị bằng thuốc ức chế tái hấp thu SSRI hoặc ức chế norepinephrine.[13]

Hình 3: Sơ đồ xynap.

- Các nghiên cứu liên quan đến chuyển hóa amin đơn còn cho rằng chúng thuộc loại yếu tố sinh học thường hay gây trầm cảm với các triệu chứng như giảm cân, giảm ham muốn tình dục, đau bụng kinh, rối loạn giấc ngủ không rõ nguyên nhân tâm lý học. Một số chất khác có liên quan như GABA, axit glutamic, các neuropeptide (prôtêin có chức năng thần kinh) như somatostatin và yếu tố CRF (giải phóng corticotropin). Một số giả thuyết đã đề xuất rằng; người bệnh có "nền sinh hóa" của bệnh trầm cảm (tạm hiểu như "cơ địa"), và những giả thuyết này bây giờ có thể được thử nghiệm bằng cách sử dụng các phương pháp nghiên cứu mới và tinh vi. Sự tiến bộ gần đây trong việc hiểu cấu trúc và chức năng của thụ thể và sự điều chỉnh các chức năng thần kinh nội tiết đã làm tăng đáng kể hiểu biết về sinh học trầm cảm có nhiều khả năng dẫn đến tạo ra các loại thuốc và chiến lược điều trị tốt hơn. Nhưng rõ ràng rằng bệnh trầm cảm được liên hệ chặt chẽ với chức năng dẫn truyền thần kinh trước xynap và sau xynap.
- Ngoài ra, các amin đơn có tác động thế nào còn liên quan đến những thụ thể (receptor) tiếp nhận chúng. Vào năm 2012, những nỗ lực để xác định sự khác biệt trong hoạt động của thụ thể dẫn truyền thần kinh nghiên cứu bằng chụp cắt lớp phóng xạ positron (PET) đã cho thấy một số kết quả. Chẳng hạn với các thụ thể gọi là D1, 5-HT2A, 5-HTT và D2/D3.[14]

## Nhịp sinh học
Sinh vật nào cũng có chuỗi thay đổi sinh lý theo chu kỳ ngày đêm (24 giờ). Ở người và mọi động vật có vú, chu kỳ thức-ngủ là nhịp điệu rõ ràng nhất. Các biến đổi sinh lý từ lâu đã được xác nhận có liên quan, như thân nhiệt, nồng độ cortisol và hoạt động của nhiều cơ quan khác thay đổi theo chu kỳ 24 giờ. Ở người, trạng thái tinh thần nói chung cũng thay đổi theo chu kỳ này. Do đó, người bị thay đổi nhịp sinh học hoặc bị rối loạn trạng thái tinh thần đều có liên quan đến những thay đổi trong nhịp sinh học. Sự hiểu biết về các cơ chế phân tử và tế bào liên quan đến việc tạo và đồng bộ hóa nhịp sinh học đã tiến triển rất nhiều trong những năm gần đây. Những phát hiện gần đây cung cấp những hiểu biết mới về sinh lý bệnh của rối loạn tâm trạng, cũng như những con đường mới cho các phương pháp trị liệu. Bất thường tinh thần đã được tìm thấy trong rối loạn tình cảm theo mùa hoặc rối loạn lưỡng cực và rối loạn các tâm trạng khác.
Chất lượng giấc ngủ có thể ảnh hưởng đến tâm trạng: thời gian ngủ không đủ, ngủ chập chờn, ... có thể làm căng thẳng và gây chán nản. Lượng các chất amin đơn cũng tăng hay giảm theo nhịp ngày đêm, chẳng hạn như lượng serotonin trong não. Lượng này - nói chung - thì giảm trong khi ngủ và tăng khi đã thức và hoạt động.
Nghiên cứu ảnh hưởng của ánh sáng đối với rối loạn tình cảm theo mùa đã cho thấy sống thiếu ánh sáng liên quan gây giảm serotonin, do đó thường bị chứng mất ngủ. Bởi thế, "trị liệu bằng ánh sáng" đã được sử dụng và có kết quả làm giảm triệu chứng trầm cảm ở người bệnh.

## Giải phẫu thần kinh
Phân tích bệnh học của trầm cảm cũng dẫn đến phát hiện giảm lượng chất xám ở vùng hai bên trước (ACC) của vỏ não người bệnh. Cũng phát hiện vùng trước trán (dmPFC) thay đổi so với bình thường (hình 4).
Theo hướng này, còn có phát hiện bệnh có liên quan đến đồi thị, chiều dày vỏ não bên bị giảm ở một số vùng, thậm chí ở cả vùng chẩm (hình 4).
* * *

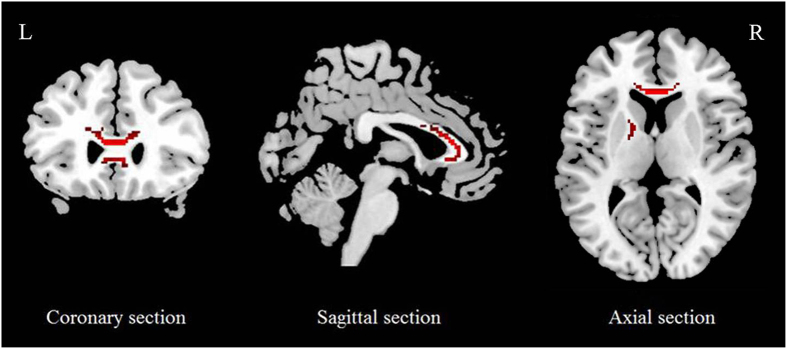
Hình 4: Ảnh chụp biểu hiện bất thường não liên quan tới trầm cảm.

Tóm lại, những nghiên cứu trong lĩnh vực sinh học bệnh trầm cảm hiện nay đã dẫn đến các kết luận:
- Bệnh chắc chắn có liên quan đến hoạt động của gen, chẳng hạn như gen 5-HTTLPR.
- Bệnh còn liên quan đến các amin đơn do chúng có vai trò quan trọng trong dẫn truyền thần kinh. Các amin đơn gây bệnh có thể do di truyền hoặc do chế độ ăn uống.
- Bệnh còn chịu ảnh hưởng của môi trường bên ngoài và vệ sinh cá nhân (giấc ngủ, thói quen ăn uống, tập luyện vận động cơ thể, ...).

Nói cách khác, bệnh trầm cảm là kết quả của sự tương tác giữa ba nhóm yếu tố tâm lý, môi trường và di truyền, do đó hoàn toàn có khả năng đề phòng và chữa trị hậu quả xấu nhất cho người bệnh.